# Liste der Monuments historiques in Hainvillers
Die Liste der Monuments historiques in Hainvillers führt die Monuments historiques in der französischen Gemeinde Hainvillers auf.

## Liste der Objekte
| Bezeichnung       | Beschreibung                      | Standort               | Kennzeichnung | Schutzstatus | Datum | Bild |
| ----------------- | --------------------------------- | ---------------------- | ------------- | ------------ | ----- | ---- |
| Rosenkranzmadonna | Gemälde auf Holz, 17. Jahrhundert | in der Kirche St-Aubin | PM60004242    | Inscrit      | 1991  |      |